# Burri Khartoum
Maillots
Actualités
Le Burri Sports Club (en arabe : نادي بري الرياضي), plus couramment abrégé en Al Burri, est un club soudanais de football fondé en 1935 et basé à Khartoum.

## Palmarès
| National                                         | Régional et Amical                                 |
| ------------------------------------------------ | -------------------------------------------------- |
| - Championnat du Soudan (1) : - Champion : 1968. | - Championnat de Khartoum (1) : - Champion : 1999. |